# Maxillaria muelleri
Maxillaria muelleri là một loài thực vật có hoa trong họ Lan. Loài này được Regel mô tả khoa học đầu tiên năm 1890.